# Kornitsa
Kornitsa – wieś w Estonii, w prowincji Võru, w gminie Vastseliina.